# Sylvain (usurpateur)
Pour les articles homonymes, voir Sylvain.
Sylvain, en latin Flavius Silvanus, ou plus vraisemblablement Claudius Silvanus, né en Gaule dans les années 310 ou 320, assassiné à Colonia Claudia Ara Agrippinensium (Germanie inférieure) le 7 septembre 355, est un romain d'ascendance franque. Général de Constance II, il usurpa le pouvoir en Gaule pendant un mois en 355.

## Origines et carrière

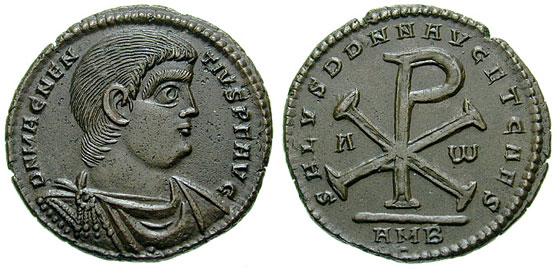
Monnaie frappée au nom de Magnence. Silvanus soutint l'usurpateur contre l'empereur légitime Constance II, avant de rallier ce dernier avant la bataille de Mursa, au cours de laquelle Magnence fut battu.

Selon l'historien Ammien Marcellin, Silvanus était fils de Bonitus, chef franc qui servit Constantin Ier contre Licinius. Il s'agirait donc d'un émigré germanique de seconde génération, semble-t-il d'éducation romaine. Sa mère était d'origine incertaine, une devineresse franque selon Michel Rouche, une aristocrate romaine originaire de Campanie selon Jean-Pierre Poly, peut-être une parente de Marcus Ulpius Silvanus Gennadus. Pour Jean-Pierre Poly, qui l'appelle « Claudio Silvanus », son premier nom, germanique, était « hypocoristique d'un nom bâti avec un premier radical Hlud- ». Quant à « Silvanus », il lui venait peut-être du général qui commandait à Cologne sous le règne de Gallien en 258-260.
Tribun de la schola des armaturae (tribunus scholae armaturarum) en Gaule, une unité de la garde lourdement armée (celle des instructeurs),, il abandonna l'armée de l'usurpateur Magnence avec ses cavaliers quelques jours avant la bataille de Mursa (septembre 351) pour prendre le parti de Constance II, contribuant ainsi à la victoire de ce dernier. Ce ralliement favorisa sa carrière et celle de son fils, qui apparaissait comme un fidèle soutien du trône impérial.
À partir de 352-353, Silvanus acquit la dignité de comes et remplit les fonctions de magister peditum et equitem per Gallias (maître de l'infanterie et de la cavalerie en Gaule). Incapable de rétablir l'ordre au nord de la Gaule, Constance II s'était résolu à le nommer maître de la milice en Gaule, alors qu'il n'avait guère dépassé la trentaine (il est qualifié d'adulescentior — « encore assez jeune » — en 353). À la tête de 8 000 auxiliaires, il passa par Augustodunum en 354, dégagea Augusta Treverorum, menacée par les Alamans de Chnodomar et installa à Colonia Claudia Ara Agrippinensium (Cologne) son quartier général,,.

## Procès et usurpation

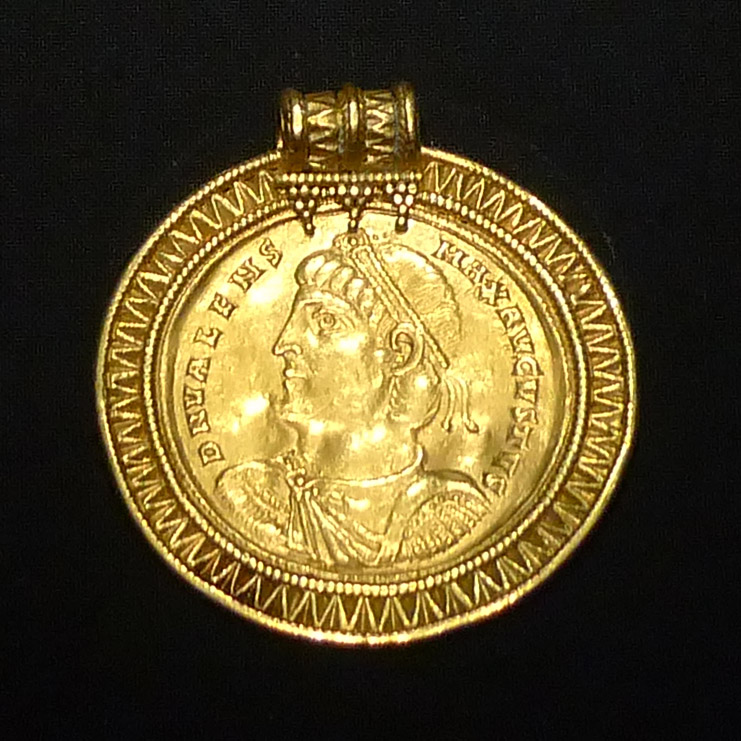
Médaille en or de Constance II. L'empereur ordonna la tenue d'un procès à l'encontre de Silvanus sur l'accusation de trahison, œuvre de ses courtisans. Craignant d'être condamné, Silvanus se fit proclamer empereur.

En 355, alors qu'il combattait les Francs sur le Rhin, il fut victime d'une cabale d'officiers. À l'instigation de plusieurs personnalités, entre autres un collègue jaloux — le maître de cavalerie Flavius Arbitio (également d'origine franque) — et le préfet du prétoire des Gaules Caius Caeionius Volusianus Lampadius, Dynamius, un personnage de basse extraction (il s'occupait, selon Ammien Marcellin, des bêtes de somme de l'empereur), falsifia des lettres signées de Silvanus invitant à un complot pour usurper le trône impérial, et ils les présentèrent à Milan à l'empereur Constance II.
Un groupe d'aristocrates, composé majoritairement d'officiers de rang inférieur, francs ou d'origine franque, mais aussi de potentes originaires de Campanie prirent sa défense et réclamèrent l'ouverture d'une enquête. Parmi eux, deux officiers francs, Malarichus, tribun commandant une unité de la garde, les Tribaux (Gentiles Franci), et Mallobaud, successeur de Silvanus au poste de tribun des scholes palatines,, se proposèrent d'établir l'innocence de Silvanus, l'un se constituant otage tandis que l'autre partait pour ramener Silvanus à Rome, afin qu'il puisse se défendre.
Après diverses machinations, les faussaires furent confondus, mais Silvanus, affolé et mal informé, craignant d'être condamné pour traîtrise, se fit proclamer Auguste (sous le nom d'Imperator Caesar Claudius Silvanus Augustus) à Colonia Claudia Ara Agrippinensium par ses soldats le 11 août 355 (selon Ammien Marcellin), quatre jours après le paiement de leurs arriérés.

## Assassinat
Une petite délégation partie de Milan, commandée par Ursicin et comprenant Ammien Marcellin, se rendit à Colonia Claudia Ara Agrippinensium, fit semblant de rendre hommage à Sylvain et suscita son assassinat en soudoyant quelques soldats — des Brachiati et des Cornuti appartenant aux troupes auxiliaires. Attaqué dans son palais, le matin, alors qu'il se rendait à la messe par une bande de rebelles qui massacrèrent sa garde du corps, Sylvain fut arraché de la chapelle chrétienne où il s'était réfugié en toute hâte et massacré,,,.
Parmi les fidèles de Sylvain, Ammien Marcellin signale Proculus, son assistant privé (domesticus Siluanus), Pœménius, vraisemblablement un ami Franc (qui avait été choisi par ses compatriotes pour défendre la plèbe quand les Trévires fermèrent les portes de leur cité au frère de Magnence, le César Magnus Decentius), et les comes Asclépiodote, Lutto et Maudio, les deux derniers d'origine franque. Ils furent torturés et exécutés avec d'autres de ses partisans.
Né dans les années 340, son fils serait resté en disgrâce jusque dans les années 370, quand l'empereur, entreprenant de lutter contre les Alamans, accorda son pardon.

## Postérité
Le César Julien, qui reprit peu après l'administration de la Gaule, affirma dans le panégyrique qu'il dédia à l'empereur que celui-ci épargna les proches et le jeune fils de Sylvain. Néanmoins, Ammien Marcellin rapporta la mise à la torture de l'appariteur de Sylvain, qui y résista et innocenta Sylvain de tout complot, et l'exécution de plusieurs personnages importants.
L'historien Eutrope cite brièvement sa révolte en Gaule entre la chute de Magnence et la nomination de Julien comme César, sur moins de trente jours.
Flavius Arbitio accéda au consulat en 355 (voir la liste des consuls romains du Bas-Empire) et accapara une partie des biens de Sylvain. De son côté, Volusianus Lampadius devint préfet de la ville de Rome en 365.
Paul Petit voit dans ce tragique épisode un indice des tensions entre les militaires occidentaux et les fonctionnaires civils de la cour impériale à Milan. De leur côté, Héloïse Harmoy Durofil et Lellia Cracco Ruggini y voient un exemple de solidarité et de jalousies ethniques : on compte un officier d'origine franque, Flavius Arbitio, jaloux de ses succès militaires qui lui valent la faveur impériale, et un aristocrate romain, Caius Caeionius Volusianus Lampadius, parmi ceux qui le dénoncent ; et, si un groupe d'officiers inférieurs francs ou d'origine franque le soutient, il trouve également un appui au sein de l'aristocratie romaine d'origine campanienne, liée peut-être à ses origines maternelles,.

### Sources primaires
- Ammien Marcellin, Histoire de Rome (Res Gestae), livre XV, chapitres V et VI.
- Aurelius Victor, Livre des Césars (Liber de Caesaribus), livre XLII, 15-16.
- Eutrope, Abrégé de l'histoire romaine (Brevarium historiae romanae), livre X, chapitre XIII.
- Julien :
  - Premier panégyrique de Constance, 43.
  - Second panégyrique de Constance, 38-39.
  - Lettre au Sénat et au peuple d'Athènes (Epistola ad senatum populumque Atheniensem), 273 D et 274 C.
- Libanios :
  - Discours (Orationes), XVIII, 31.
  - Panégyriques latins, XI, 13, 3.
- Paul Orose, Histoire contre les Païens (Historia adversum paganos), VII, chapitre 29, 14.
- Socrate, Histoire ecclésiastique, livre II, chapitre 32, 11.
- Sozomène, Histoire ecclésiastique, livre IV, chapitre 7, 4.

### Sources secondaires
- Lesley & Roy A. Adkins, Handbook to life in ancient Rome, Oxford University Press US, 1998, 404 pages, p. 33 (ISBN 0195123328).
- Louis-Pierre Anquetil, Léonard Gallois, Histoire de France d'Anquetil : continuée, depuis la révolution de 1789 jusqu'à celle de 1830, vol. 1, Bureau central de l'histoire de France, 1845, p. 67.
- Albert de Broglie, L'Église et l'Empire romain au IVe siècle av. J.-C., vol. 3-4, Didier et cie, 1868, p. 292-293.
- Robert Browning, The Emperor Julian, University of California Press, 1978, 256 pages, p. 64-69, (ISBN 0520037316).
- Henry Cohen, Description historique des monnaies frappées sous l'Empire romain communément appelées, médailles impériales, vol. 6,	M. Rollin, 1862, p. 354-355.
- Victor Duruy, Histoire romaine jusqu'à l'invasion des Barbares, Hachette, 1867, 587 pages, p. 557.
- Léon Fallue, Annales de la Gaule avant et pendant la domination romaine, Durand, 1864, 463 pages, p. 219-220.
- Nicolas Fréret, Œuvres complètes de Fréret, secrétaire de l'Académie des Inscriptions et Belles-Lettres, 20 volumes, Paris, Chez Dandré & Obré, 1796, tome 5, p. 247-252.
- Edward Gibbon, Histoire de la décadence et de la chute de l'Empire romain, Paris, A. Desrez, 1837, tome 1, p. 407-418.
- Walter Hamilton, Andrew Wallace-Hadrill, The later Roman Empire (A.D. 354-378), Penguin Classics, 1986, 506 pages, p. 71-79  (ISBN 0140444068).
- Héloïse Harmoy Durofil, « Les groupes aristocratiques autour de Silvanus et de Stilicon », in Sylvie Crogiez-Pétrequin (dir.), Dieu(x) et hommes : histoire et iconographie des sociétés païennes et chrétiennes de l'antiquité à nos jours : mélanges en l'honneur de Françoise Thelamon, Publication des Universités de Rouen et du Havre, 2005, 686 pages, p. 389-396, (ISBN 287775393X).
- Jean-Pierre Poly, « Le premier roi des Francs. La loi salique et le pouvoir royal à la fin de l'Empire », in Giles Constable, Michel Rouche (éd.), Auctoritas : mélanges offerts à Olivier Guillot, vol. 33 de Cultures et civilisations médiévales, Presses Paris Sorbonne, 2006, 807 pages, p. 97-128, (ISBN 2840504073).
- Godefroid Kurth, Clovis, Tours, Alfred Mame et fils, 1896, XXIV-630 p. (présentation en ligne, lire en ligne)Réédition : Godefroid Kurth, Clovis, le fondateur, Paris, Tallandier, coll. « Biographie », 2005, préface puis 625 p. (ISBN 2-84734-215-X), p. 85-91..
- Julien-Marie Le Huërou, Histoire des institutions mérovingiennes et du gouvernement des Mérovingiens, Joubert, 1843, 524 pages, p. 472.
- François-Xavier Masson, Annales ardennaises, ou Histoire des lieux qui forment le département des Ardennes et des contrées voisines, Imprimerie Lelaurin, 1861, livre II, chapitre XI, p. 228-229.
- Paul Petit, Histoire générale de l’Empire romain, Paris, Éditions du Seuil, 1974, 799 p. (ISBN 978-2-02-002677-2 et 2020026775).
- Michel Rouche, Clovis, Paris, Éditions Fayard, 1996 (ISBN 2-2135-9632-8), p. 82-83.
- Christian Settipani, « Clovis, un roi sans ancêtre ? », Gé-Magazine, no 153,‎ octobre 1996, p. 27.
- Amédée Thierry, Histoire de la Gaule sous la domination romaine, vol. 2, Didier, 1866, p. 250-257.
- Karl Ferdinand Werner, Les Origines : Avant l'an mil, Paris, Le Livre de poche, coll. « Histoire de France », 1984 (réimpr. 1996) [détail des éditions] (ISBN 978-2-253-06203-5).